# 국도 제48호선

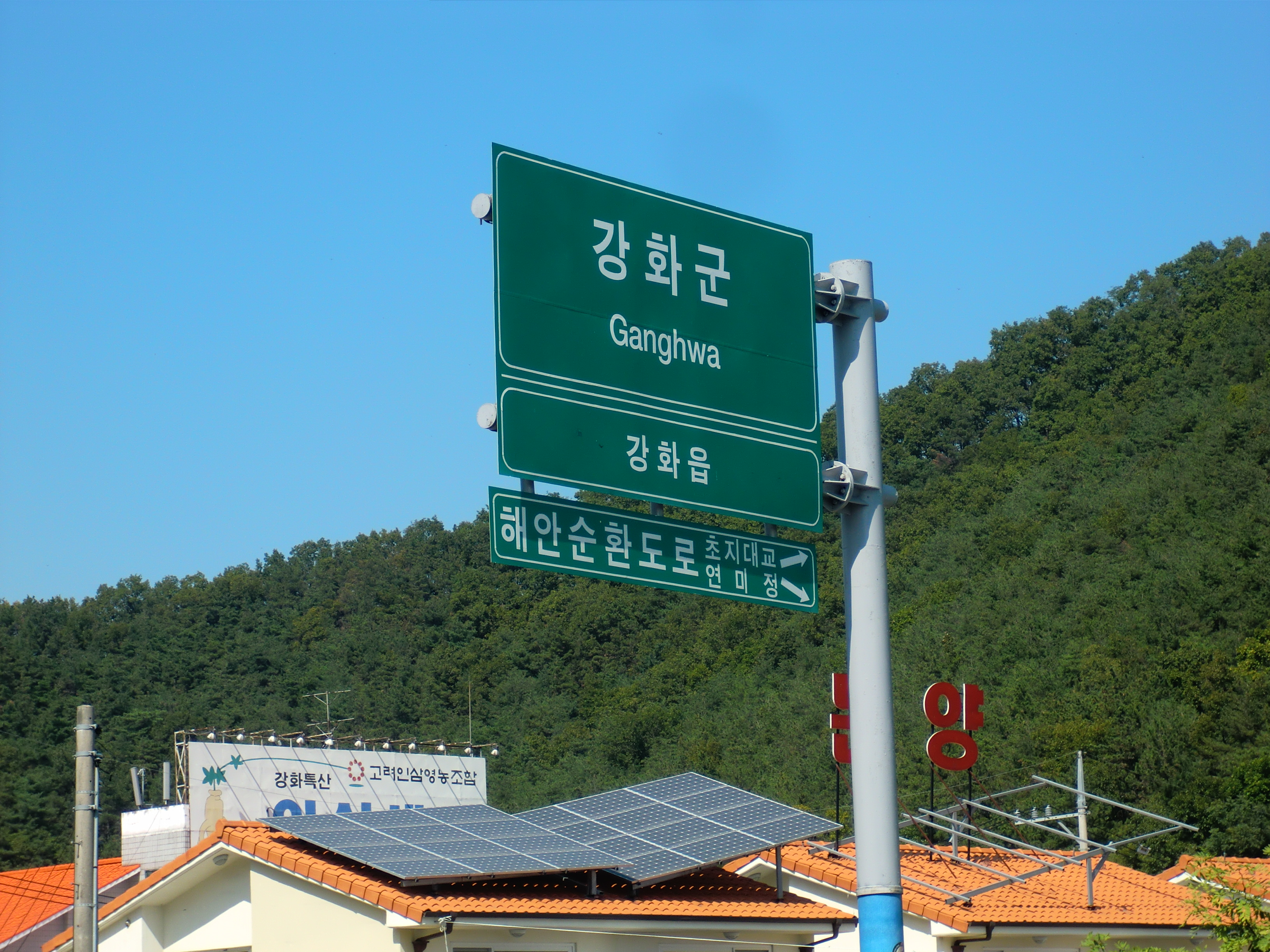
경기도 김포시와 인천 강화군의 경계

국도 제48호선 (강화 ~ 서울선, 國道第四十八號 江華―線)은 인천광역시 강화군 양사면 인화리에서 서울특별시 종로구 세종대로사거리에 이르는 대한민국의 일반 국도이다.

## 연혁
- 1971년 8월 31일 : 일반국도노선지정령에 의해 국도 제48호선 강화 ~ 서울선이 됨.[1]
- 1973년 9월 21일 : 선형 개량으로 인해 경기도 강화군 하점면 신봉리 160m 구간 도로구역 변경[2]
- 1995년 2월 11일 : 김포군 김포읍 걸포리 ~ 사우리 1.9 km 구간, 김포군 고촌면 태리 1 km 구간 개통[3]
- 1996년 7월 1일 : 기점을 '경기도 강화군 양사면'에서 '인천광역시 강화군 양사면'으로 변경함.[4]
- 1997년 7월 31일 : 강화군 양사면 인화리 ~ 신봉리 2 km 구간 확장 개통[5]
- 1997년 12월 31일 : 강화 ~ 양촌간 도로(인천광역시 강화군 강화읍 갑곶리 ~ 경기도 김포군 양촌면 누산리) 13.25 km 구간 확장 개통, 기존 5.46 km 구간 폐지[6]
- 2000년 11월 1일 : 김포시 월곶면 포내리 76m 구간 폐지[7]
- 2006년 12월 23일 : 김포우회도로(김포시 장기동 ~ 고촌면 태리) 7.5 km 구간 확장 개통[8]
- 2011년 12월 26일 : 김포아라대교(구 굴포교, 김포시 고촌읍 신곡리 ~ 전호리) 2.1 km 구간 개통[9]
- 2014년 12월 26일 : 양화교 ~ 양화대교 남단 2.1 km 구간을 자동차 전용도로에서 해제[10][11]
- 2018년 7월 3일 : 인화 ~ 강화간 도로(강화군 강화읍 월곳리 대산 교차로 ~ 용정리 용정 교차로) 4.0 km 구간 확장 개통[12]
- 2018년 11월 29일 : 인화 ~ 강화간 도로(강화군 하점면 신봉리 ~ 강화읍 월곳리, 강화군 강화읍 용정리 ~ 갑곳리) 총 8.7 km 구간 확장 개통[13]
- 2019년 1월 16일 : 인화 ~ 강화간 도로 개통으로 인해 기존 강화군 하점면 신봉리 ~ 강화읍 갑곳리 11.94 km 구간 폐지[14]

## 주요 경유지
인천광역시
- 강화군 (양사면 · 하점면 · 송해면 · 강화읍)

경기도
- 김포시 (월곶면 · 통진읍 · 양촌읍 · 장기동 · 운양동 · 걸포동 · 고촌읍 · 사우동 · 고촌읍)

서울특별시
- 강서구 (개화동 · 방화동 · 공항동 · 내발산동 · 등촌동 · 염창동) - 영등포구 양화동 - 마포구 (망원동 · 성산동 · 연남동) - 서대문구 (연희동 · 창천동 · 신촌동 · 대신동 · 신촌동 · 현저동) - 종로구 (교북동 · 행촌동 · 사직동 · 필운동 · 내자동 · 적선동 · 세종로)

## 노선

### 인천광역시강화군
| 이름                          | 접속 노선         | 소재지 | 소재지 | 비고                                      |
| ----------------------------- | ----------------- | ------ | ------ | ----------------------------------------- |
| 인화리                        |                   | 강화군 | 양사면 | 시점                                      |
| 송산삼거리                    |                   | 강화군 | 양사면 |                                           |
| 배우고개                      |                   | 강화군 | 양사면 |                                           |
| 이강 교차로                   | 강화대로 강화서로 | 강화군 | 하점면 |                                           |
| 신봉교                        |                   | 강화군 | 하점면 |                                           |
| (생태이동통로)                |                   | 강화군 | 하점면 | 연장 약 55m                               |
| 하점 교차로                   | 강화대로          | 강화군 | 하점면 |                                           |
| 부근 교차로                   | 강화대로          | 강화군 | 하점면 |                                           |
| 부근1교 부근2교 하도교 솔정교 |                   | 강화군 | 송해면 |                                           |
| 신당 교차로 (서촌교)          | 대월로            | 강화군 | 송해면 |                                           |
| 대산1교                       |                   | 강화군 | 강화읍 |                                           |
| 대산 교차로                   | 강화산단로        | 강화군 | 강화읍 |                                           |
| 대산2교                       |                   | 강화군 | 강화읍 |                                           |
| 옥림터널                      |                   | 강화군 | 강화읍 |                                           |
| 옥림1교                       |                   | 강화군 | 강화읍 |                                           |
| 옥림 교차로                   | 동문로            | 강화군 | 강화읍 |                                           |
| 옥림2교 용정교                |                   | 강화군 | 강화읍 |                                           |
| 용정 교차로                   | 강화대로          | 강화군 | 강화읍 |                                           |
| 갑곳교                        |                   | 강화군 | 강화읍 |                                           |
| 갑곳 교차로                   | 해안동로 해안북로 | 강화군 | 강화읍 | 상행 해안동로만 연결 하행 해안북로만 연결 |
| 강화대교                      |                   | 강화군 | 강화읍 |                                           |

### 경기도김포시
| 이름                                  | 접속 노선                                           | 소재지 | 소재지                | 비고                                    |
| ------------------------------------- | --------------------------------------------------- | ------ | --------------------- | --------------------------------------- |
| 강화대교                              |                                                     | 김포시 | 월곶면                |                                         |
| 성동마을입구 교차로                   | 문수산로                                            | 김포시 | 월곶면                |                                         |
| 성동검문소 교차로                     | 김포대로3023번길                                    | 김포시 | 월곶면                |                                         |
| 김포대학입구                          | 김포대학로                                          | 김포시 | 월곶면                |                                         |
| 김포CC 교차로                         | 국가지원지방도 제56호선 (군하로)                    | 김포시 | 월곶면                |                                         |
| 군하교                                |                                                     | 김포시 | 월곶면                |                                         |
| 갈산사거리                            | 군하로                                              | 김포시 | 월곶면                |                                         |
| 오리교 김포외국어고등학교             |                                                     | 김포시 | 월곶면                |                                         |
| 오리정입구 교차로                     | 군하로                                              | 김포시 | 월곶면                |                                         |
| 새터마을 교차로                       | 김포대로2473번길                                    | 김포시 | 통진읍                |                                         |
| 옹정 교차로                           | 김포대로2435번길                                    | 김포시 | 통진읍                |                                         |
| 담터사거리                            | 마송로 조강로                                       | 김포시 | 통진읍                |                                         |
| 소망마을삼거리                        | 김포대로2270번길                                    | 김포시 | 통진읍                |                                         |
| 마송우회도로사거리                    | 서암로                                              | 김포시 | 통진읍                |                                         |
| 통진중고사거리 (마송지하차도)         | 율마로 조강로                                       | 김포시 | 통진읍                |                                         |
| 마송초교 교차로                       | 지방도 제355호선 (서암고정로) (흥신로)              | 김포시 | 통진읍                |                                         |
| 도사1사거리                           | 도사로 김포대로2053번길                             | 김포시 | 통진읍                |                                         |
| 도사2사거리                           | 김포대로2004번길                                    | 김포시 | 통진읍                |                                         |
| 백석마을삼거리                        |                                                     | 김포시 | 통진읍                |                                         |
| 도사3사거리                           | 김포대로1950번길 김포대로1951번길                   | 김포시 | 통진읍                |                                         |
| 하성삼거리                            | 하성로                                              | 김포시 | 통진읍                |                                         |
| 서김포통진 교차로 (서김포통진 나들목) | 400호선 수도권제2순환고속도로                       | 김포시 | 양촌읍                |                                         |
| 누산교                                |                                                     | 김포시 | 양촌읍                |                                         |
| 누산삼거리                            | 김포대로1759번길                                    | 김포시 | 양촌읍                |                                         |
| 누산 교차로                           | 지방도 제356호선 (양곡로)                           | 김포시 | 양촌읍                |                                         |
| 석산입구 교차로                       | 김포대로1685번길                                    | 김포시 | 양촌읍                |                                         |
| 누산사거리                            | 해평로                                              | 김포시 | 양촌읍                |                                         |
| 발산리 교차로                         | 누산로                                              | 김포시 | 양촌읍                |                                         |
| 발산 교차로                           | 김포한강6로                                         | 김포시 | 북: 운양동 남: 장기동 |                                         |
| 바리미사거리                          | 김포대로1517번길 김포대로1518번길                   | 김포시 | 북: 운양동 남: 장기동 |                                         |
| 대촌제촌마을입구 교차로               | 운양로                                              | 김포시 | 북: 운양동 남: 장기동 |                                         |
| 지경사거리                            | 청송로                                              | 김포시 | 북: 운양동 남: 장기동 | 장기지하차도                            |
| 한강로사거리                          | 김포한강1로                                         | 김포시 | 북: 운양동 남: 장기동 | 장기지하차도                            |
| 장기사거리                            | 김포한강2로 전원로                                  | 김포시 | 북: 운양동 남: 장기동 | 장기지하차도                            |
| 장기 교차로                           | 김포대로 태장로                                     | 김포시 | 북: 운양동 남: 장기동 | 장기지하차도                            |
| 걸포 나들목                           | 국가지원지방도 제98호선 지방도 제356호선 (일산대교) | 김포시 | 김포본동              | 강화 방면 진입 불가 서울 방면 진출 불가 |
| 향산 교차로                           | 상미로                                              | 김포시 | 고촌읍                | 강화 방면 진입 불가 서울 방면 진출 불가 |
| 태리 교차로                           | 김포대로                                            | 김포시 | 고촌읍                |                                         |
| 장곡 교차로                           | 장곡로                                              | 김포시 | 고촌읍                |                                         |
| 천등 교차로                           | 신곡로 김포대로451번길                              | 김포시 | 고촌읍                |                                         |
| 천등고개사거리                        | 고송로 수기로                                       | 김포시 | 고촌읍                |                                         |
| 신곡사거리                            | 은행영사정로 인향로 김포대로319번길 김포대로320번길 | 김포시 | 고촌읍                |                                         |
| 김포 나들목                           | 100호선 수도권제1순환고속도로                       | 김포시 | 고촌읍                |                                         |
| 김포아라대교                          |                                                     | 김포시 | 고촌읍                |                                         |
| 고촌 나들목                           | 국도 제39호선 (벌말로)                              | 김포시 | 고촌읍                |                                         |

### 서울특별시
| 이름                                                          | 접속 노선                                                         | 소재지     | 소재지         | 비고                         |
| ------------------------------------------------------------- | ----------------------------------------------------------------- | ---------- | -------------- | ---------------------------- |
| 개화교                                                        |                                                                   | 서울특별시 | 강서구         |                              |
| 상사마을                                                      | 서울특별시도 제92호선 (개화동로)                                  | 서울특별시 | 강서구         | 서울특별시도 제92호선과 중복 |
| 개화역입구                                                    | 개화동로8길                                                       | 서울특별시 | 강서구         | 서울특별시도 제92호선과 중복 |
| 개화사거리 (김포공항 나들목)                                  | 130호선 인천국제공항고속도로 양천로                               | 서울특별시 | 강서구         | 서울특별시도 제92호선과 중복 |
| 김포공항 교차로 (개화동지하차도)                              | 초원로                                                            | 서울특별시 | 강서구         | 서울특별시도 제92호선과 중복 |
| 방화중학교                                                    |                                                                   | 서울특별시 | 강서구         | 서울특별시도 제92호선과 중복 |
| 김포공항입구교차로 (공항지하차도)                             | 김포국제공항 (하늘길) 서울특별시도 제92호선 (남부순환로) 방화동로 | 서울특별시 | 강서구         | 서울특별시도 제92호선과 중복 |
| 송정역                                                        |                                                                   | 서울특별시 | 강서구         |                              |
| 마곡역교차로                                                  | 국도 제6호선 국도 제77호선 (발산로)                               | 서울특별시 | 강서구         | 국도 제6, 77호선과 중복      |
| 발산역교차로                                                  | 강서로                                                            | 서울특별시 | 강서구         | 국도 제6, 77호선과 중복      |
| KBS스포츠월드                                                 |                                                                   | 서울특별시 | 강서구         | 국도 제6, 77호선과 중복      |
| 강서구청입구 교차로                                           | 화곡로                                                            | 서울특별시 | 강서구         | 국도 제6, 77호선과 중복      |
| 등촌중학교 서울백석초등학교 한국정보화진흥원 한국전기공사협회 |                                                                   | 서울특별시 | 강서구         | 국도 제6, 77호선과 중복      |
| 등촌역교차로                                                  | 공항대로59길 등촌로                                               | 서울특별시 | 양천구         | 국도 제6, 77호선과 중복      |
| 염창역 양화교                                                 |                                                                   | 서울특별시 | 양천구         | 국도 제6, 77호선과 중복      |
| 성산대교남단교차로                                            | 국도 제1호선 (서부간선도로) 국도 제6호선 국도 제77호선 (노들로)   | 서울특별시 | 영등포구       | 국도 제1호선과 중복          |
| 성산대교                                                      |                                                                   | 서울특별시 | 영등포구       | 국도 제1호선과 중복          |
|                                                               | 마포구                                                            | 서울특별시 |                | 국도 제1호선과 중복          |
| 성산대교북단교차로                                            | 국도 제77호선 (강변북로)                                          | 서울특별시 |                | 국도 제1호선과 중복          |
| 내부순환로입구 (성산지하차도)                                 | 국도 제1호선 (농수산시장로) 내부순환로                            | 서울특별시 |                | 국도 제1호선과 중복          |
| 마포구청역사거리                                              | 월드컵로                                                          | 서울특별시 |                |                              |
| 성산2교사거리                                                 | 월드컵북로                                                        | 서울특별시 |                |                              |
| 연남교 교차로                                                 | 성암로 연남로                                                     | 서울특별시 | 모래내고가차도 |                              |
| 사천교 교차로                                                 | 수색로                                                            | 서울특별시 | 모래내고가차도 | 서대문구                     |
| 연희나들목                                                    | 연희로                                                            | 서울특별시 |                | 서대문구                     |
| 연세대학교                                                    | 연세로                                                            | 서울특별시 |                | 서대문구                     |
| 신촌세브란스병원 지상 신촌역                                  |                                                                   | 서울특별시 |                | 서대문구                     |
| 이화여자대학교                                                |                                                                   | 서울특별시 |                | 서대문구                     |
| 봉원고가차도                                                  |                                                                   | 서울특별시 |                | 서대문구                     |
| 금화터널                                                      |                                                                   | 서울특별시 | 연장 약 535m   | 서대문구                     |
| 독립문역사거리 (현저고가차도)                                 | 통일로                                                            | 서울특별시 |                | 서대문구                     |
| 사직터널                                                      |                                                                   | 서울특별시 | 종로구         | 연장 약 160m                 |
| 사직공원 사직동주민센터                                       | 사직로8길                                                         | 서울특별시 | 종로구         |                              |
| 경복궁역사거리                                                | 새문안로3길 자하문로                                              | 서울특별시 | 종로구         |                              |
| 광화문교차로 정부서울청사                                     | 율곡로                                                            | 서울특별시 | 종로구         |                              |
| 광화문역 세종문화회관                                         |                                                                   | 서울특별시 | 종로구         |                              |
| 세종대로사거리                                                | 국도 제6호선 (새문안로, 종로) 세종대로                            | 서울특별시 | 종로구         |                              |

기존 구간 (1996년 이전 노선)
- 강서구 개화사거리 - 방화사거리 - 신방화사거리 - 방화2단지 교차로 - 서울양천초등학교 - 양천향교입구 교차로 - 가양대교남단 교차로 - 가양6,9단지 교차로 - 서울염창초등학교 - 양화교 교차로 - 양화교
- 영등포구 양화교 - 성산대교 남단 - 양화대교 남단 - 여의하류 나들목 - 여의2교지하차도 - 영등포로터리 - 신길삼거리 - 대방역
- 동작구 동작전화국입구 교차로 - 노량진삼거리 - 노량진역 - 사육신공원 - 한강대교남단 교차로 - 한강대교
- 용산구 한강대교 - 한강대교 북단 - 용산역 - 용산우체국 - 삼각지역 - 남영삼거리 - 숙대입구역 - 서울역
- 중구 서울역 - 염천교 교차로 - 경찰청앞 교차로 - 경찰청 - 서대문경찰서 - 서대문역 교차로

## 도로명
- 인천광역시
  - 강화군 양사면 인화리 ~ 하점면 이강삼거리 : 인화로
  - 강화군 하점면 이강삼거리 ~ 강화읍 강화대교 : 강화대로
- 경기도
  - 김포시 월곶면 강화대교 ~ 장기동 장기 교차로 : 김포대로
  - 김포시 장기동 장기 교차로 ~ 고촌읍 태리 교차로 : 태장로
  - 김포시 고촌읍 태리 교차로 ~ 전호리 : 김포대로
- 서울특별시
  - 강서구 개화동 ~ 상사마을 : 김포대로
  - 강서구 상사마을 ~ 김포공항입구 교차로 : 개화동로
  - 강서구 김포공항입구 교차로 ~ 영등포구 성산대교남단 교차로 : 공항대로
  - 영등포구 성산대교남단 교차로 ~ 성산대교 : 서부간선도로
  - 마포구 성산대교 ~ 서대문구 독립문역 교차로 : 성산로
  - 서대문구 독립문역 교차로 ~ 종로구 광화문 교차로 : 사직로
  - 종로구 광화문 교차로 ~ 세종대로사거리 : 세종대로